# Гевино
Гевино — деревня в Смоленском районе Смоленской области России. Входит в состав Кощинского сельского поселения. Население — 20 жителей (2007 год).
Расположена в западной части области в 15 км к юго-востоку от Смоленска, в 4 км западнее автодороги А141 Орёл — Витебск, на берегу реки Сож. В 11 км северо-восточнее деревни расположена железнодорожная станция Тычинино на линии Смоленск — Рославль.

## История
В документах Смоленской межевой конторы за 1778 г. имеется межевая книга деревни Гевино Смоленского уезда на старославянском языке (Фонд 814, оп. 1 д. 598). Более ранними упоминаниями о деревне и сведениями о происхождении её названия облгосархив не располагает.
В справочнике «Список населённых мест Смоленской губернии» за 1859 г. значится владельческая деревня Гевина (так в документе). В деревне насчитывается 13 дворов, в которых проживают 63 мужчины и 74 женщины.
Примерно в 1905-07 годах в Гевино переехали жить многие жители из деревни Рокислово (в простонародье Петрополье) и жители из ближайших «Столыпинских хуторов».
В 1930-е годы началась коллективизация. Крестьяне неохотно шли в колхоз. Тех, у кого были две коровы, две-три лошади, молотилки — раскулачивали. Таких было много, примерно половина. Их обкладывали непомерно высоким налогом и отбирали имущество за неуплату. Отбирали землю. Помаявшись, человек волей-неволей шёл в вступать в колхоз или уезжал в Смоленск.
В 1935 г. (в период коллективизации) жители деревни Гевино организовали колхоз «Красный партизан» и в этом году из Смоленской МТС им привезли первые трактора «Фордзон-Путиловец». В качестве прототипа был выбран самый распространенный в мире трактор «Фордзон» американской фирмы «Форд». Этот трактор выпускался на одном из крупнейших машиностроительных предприятий — заводе «Красный Путиловец» г. Ленинград (1924—1933).
Управлять этими тракторами никто из жителей деревни не умел, поэтому из МТС прислали трактористов-латышей.
В годы Великой Отечественной войны деревня была оккупирована гитлеровскими войсками в июле 1941 года, освобождена в сентябре 1943 года.
В деревне родился российский революционер, председатель Смоленского губисполкома Кузьма Савченко.

## Галерея
- Родник в деревне Гевино
- Общий вид на деревню
- Улица в деревне Гевино
- Дом Макуриной Евдокии Васильевны
- Вид на озеро Сахан в деревне Гевино